# Kedrostis limpompensis
Kedrostis limpompensis är en gurkväxtart som beskrevs av Charles Jeffrey. Kedrostis limpompensis ingår i släktet Kedrostis och familjen gurkväxter. Inga underarter finns listade i Catalogue of Life.